# Ignacio Carlos González
Ignacio Carlos González Cavallo, detto Nacho (Sarandí, 17 dicembre 1971), è un ex calciatore e allenatore di calcio argentino, di ruolo portiere.

## Carriera

### Club
Inizia nel Racing Club de Avellaneda, dove colleziona 114 presenze e segna otto reti, tutte su calcio di rigore. Nel 1997 passa al Newell's Old Boys, dove gioca 16 partite prima di trasferirsi al Las Palmas, dove rimane per una sola stagione, non impressionando molto la società spagnola che decide di mandarlo in prestito al Pachuca, in Messico. Tornato in Spagna, si aggrega nuovamente alla società di partenza, diventando titolare e segnando anche sei gol, su calcio di rigore.
Nel 2002 torna in Argentina, all'Estudiantes, dove gioca 14 partite. La stagione successiva gioca nel Club Atlético Nueva Chicago di Mataderos, e nel 2005 si trasferisce ai cileni dell'Unión Española. Nel 2006 torna al Las Palmas, dove chiude la carriera nel 2008.

### Nazionale
Ha disputato quattro partite nella nazionale di calcio argentina, tutte nel 1997, anno nel quale è stato convocato per la Coppa America.

## Palmarès

### Club

#### Competizioni nazionali
- Campionato messicano: 1

Pachuca: Invierno 1999

## Statistiche

### Cronologia presenze e reti in nazionale
| Cronologia completa delle presenze e delle reti in nazionale ― Argentina | Cronologia completa delle presenze e delle reti in nazionale ― Argentina | Cronologia completa delle presenze e delle reti in nazionale ― Argentina | Cronologia completa delle presenze e delle reti in nazionale ― Argentina | Cronologia completa delle presenze e delle reti in nazionale ― Argentina | Cronologia completa delle presenze e delle reti in nazionale ― Argentina | Cronologia completa delle presenze e delle reti in nazionale ― Argentina | Cronologia completa delle presenze e delle reti in nazionale ― Argentina |
| Data                                                                     | Città                                                                    | In casa                                                                  | Risultato                                                                | Ospiti                                                                   | Competizione                                                             | Reti                                                                     | Note                                                                     |
| ------------------------------------------------------------------------ | ------------------------------------------------------------------------ | ------------------------------------------------------------------------ | ------------------------------------------------------------------------ | ------------------------------------------------------------------------ | ------------------------------------------------------------------------ | ------------------------------------------------------------------------ | ------------------------------------------------------------------------ |
| 12-1-1997                                                                | Montevideo                                                               | Uruguay                                                                  | 0 – 0                                                                    | Argentina                                                                | Qual. Mondiali 1998                                                      | -                                                                        |                                                                          |
| 12-2-1997                                                                | Barranquilla                                                             | Colombia                                                                 | 0 – 1                                                                    | Argentina                                                                | Qual. Mondiali 1998                                                      | -                                                                        | 31’                                                                      |
| 2-4-1997                                                                 | La Paz                                                                   | Bolivia                                                                  | 2 – 1                                                                    | Argentina                                                                | Qual. Mondiali 1998                                                      | -                                                                        |                                                                          |
| 11-6-1997                                                                | Cochabamba                                                               | Argentina                                                                | 0 – 0                                                                    | Ecuador                                                                  | Coppa America 1997 - 1º turno                                            | -                                                                        |                                                                          |
| Totale                                                                   |                                                                          | Presenze                                                                 | 4                                                                        |                                                                          | Reti                                                                     | 0                                                                        |                                                                          |